# Vanguard (Musik)
Vanguard ist ein DJ- und Produzenten-Duo in der elektronischen Musikszene und besteht aus den Produzenten Axel Bartsch und Asem Shama, die aus Hannover kommen. 1997 hörte sich Klaus Löschner, besser bekannt als DJ Good Groove, eine Demo-Kassette des Produzenten-Duos an, daraus entstand der erste Track March on Washington auf dem Label Frisbee Tracks.

## Werdegang
Bekannt wurde Vanguard vor allem 2002 durch die Veröffentlichung des Tracks Flash, einem Bootleg mit Original-Vocals von Queen. Mit Unterstützung von DJs wie Timo Maas und Carl Cox wurde der Track zu einem Clubhit. 2003 durfte dieser Remix offiziell unter dem Namen „Queen + Vanguard“ veröffentlicht werden; er erreichte Platz 15 der britischen und Platz 17 der deutschen Single-Charts. Der Track Flash lief auch auf dem Musiksender VIVA und wurde in der Zeitschrift Groove zu den besten Techno-Tracks des Jahres 2002 gewählt. Seitdem waren Vanguard auf vielen Techno-Veranstaltungen in Europa und in Japan als Liveact vertreten. 2003 folgte der Remix der Palazzo-Abschiedsplatte „Tube Tech – The End“, ursprünglich von The Doors.